# Engadinci
Engadinci, maleni retoromanski narod naseljen na jugoistoku Švicarske u dolini rijeke Inn, točnije u izduženoj alpskoj dolini Engadin, u kantonu Graubünden. Njihove dvije glavne skupine Gornji i Donji Engadinci govore dva istoimena srodna dijalekta. Gornji Engadinci nastanjuju kraj od prijevoja Maloja do općine Zernez, a Donji od Zerneza pa sve do austrijske granice. Engadinci i njihovi srodnici Friuli i Ladini potomci su romaniziranih Retijaca.